# Katy B
Kathleen Anne "Katy" Brien (Londres, 8 de maio de 1989), mais conhecida como Katy B, é uma cantora e compositora britânica graduada na "BRIT School". Ela é uma cantora de R&B, House Music, Dubstep, UK Garage e também se apresentou com o nome de Baby Katy. Ela nasceu em Peckham, no sul de Londres. Com ofertas de grandes gravadoras em 2009 foi assinado para Enxágüe e lançou seu primeiro single em 2010. No mesmo ano, ela completou uma licenciatura em Música Popular na Goldsmiths, University of London. Ela foi nomeada para o prestigioso Mercury Prize em 2011.

## Colaborações
Na música o DJ NG é "Tell Me", na qual ela serviu como "Baby Katy", foi lançado em uma etiqueta branca e depois atribuído a Ministry of Sound. Katy B tem colaborado com Geeneus para cobrir o Kevin Saunderson que produziu "Good Life" e a faixa "As I". Também fornece vocais na faixa "Hold Me" para The Count & Sinden álbum de estreia Mega mega  e colaborou com Magnetic Man para as faixas "Perfect Stranger" e "Crossover".

## Carreira solo
Geeneus, com quem Katy B colaborou, trabalha para Rinse FM. Na sequência do reconhecimento oficial da estação em junho de 2010 (anteriormente uma rádio pirata), Lavar introduziu o primeiro single, "Katy on a Mission" que foi produzido por Benga e foi lançado em 22 de agosto de 2010. A canção chegou a posição #5 da UK Singles Chart e número #1 da UK Indie Chart.
Katy B lançou no "Festival de Jazz de Londres" em 2009 a canção "Ms Dynamite", que também contou com a Katy o segundo single, "Lights On" que foi lançado no Reino Unido em 19 de Dezembro de 2010, onde estreou como a posição #4 no UK Singles Chart.
Seu terceiro single "Broken Record" foi lançado em março de 2011, e alcançou a posição #8 no Reino Unido.
Seu quarto single "Easy Please Me" foi lançado em 03 de junho de 2011.
Seu quinto single "Witches' Brew" foi lançado em 28 de agosto de 2011.
Katy lança seu álbum de estreia On a Mission foi lançado em 04 de abril de 2011, e chegou a posição #2 no UK Albums Chart.
Katy B ajudou Tinie Tempah na sua turnê na primavera de 2011. Em 30 de Abril de 2011, Katy embarcou em sua turnê de estreia direito de concertos em toda a Europa até Setembro, onde mais uma vez em outubro, ela fará uma turnê no Reino Unido.
Kate B interpreta a música "Anywhere In The World" tema da Coca-Cola nas Olimpíadas de Londres 2012, composta pelo produtor e DJ ganhador do Grammy Mark Ronson.

## Discografia

### Álbuns de estúdio
| Ano  | Detalhes do Álbum                                                                                            | Melhores posições | Melhores posições | Melhores posições | Melhores posições | Vendas      | Certificações |
| Ano  | Detalhes do Álbum                                                                                            | RU                | BEL               | IRE               | ESC               | Vendas      | Certificações |
| ---- | --- | ----------------- | ----------------- | ----------------- | ----------------- | ----------- | ------------- |
| 2011 | On a Mission - Lançamento: 04 de abril de 2011 - Formato(s): CD, download Digital - Gravadora(s): Columbia   | 2                 | 10                | 66                | 4                 | - : 200.000 | - : Ouro      |
| 2014 | Little Red - Lançamento: 08 de fevereiro de 2014 - Formato(s): CD, download Digital - Gravadora(s): Columbia | 1                 | 22                | 35                | 1                 | - : 85.000  | - : Prata     |
| 2016 | Honey - Lançamento: 22 de abril de 2016 - Formato(s): CD, download Digital - Gravadora(s): Virgin EMI        | 22                | 132               | —                 | 55                | - : 10.000  |               |